# Mar interior de Seto
El mar Interior de Seto (瀬戸内海 Seto Naikai?) o mar de Seto separa las islas de Honshu, Shikoku y Kyushu, exactamente en el sur de Japón. Este mar está conectado con el mar de Japón, al oeste, y con el mar de Filipinas (océano Pacífico), al este.

## Geografía

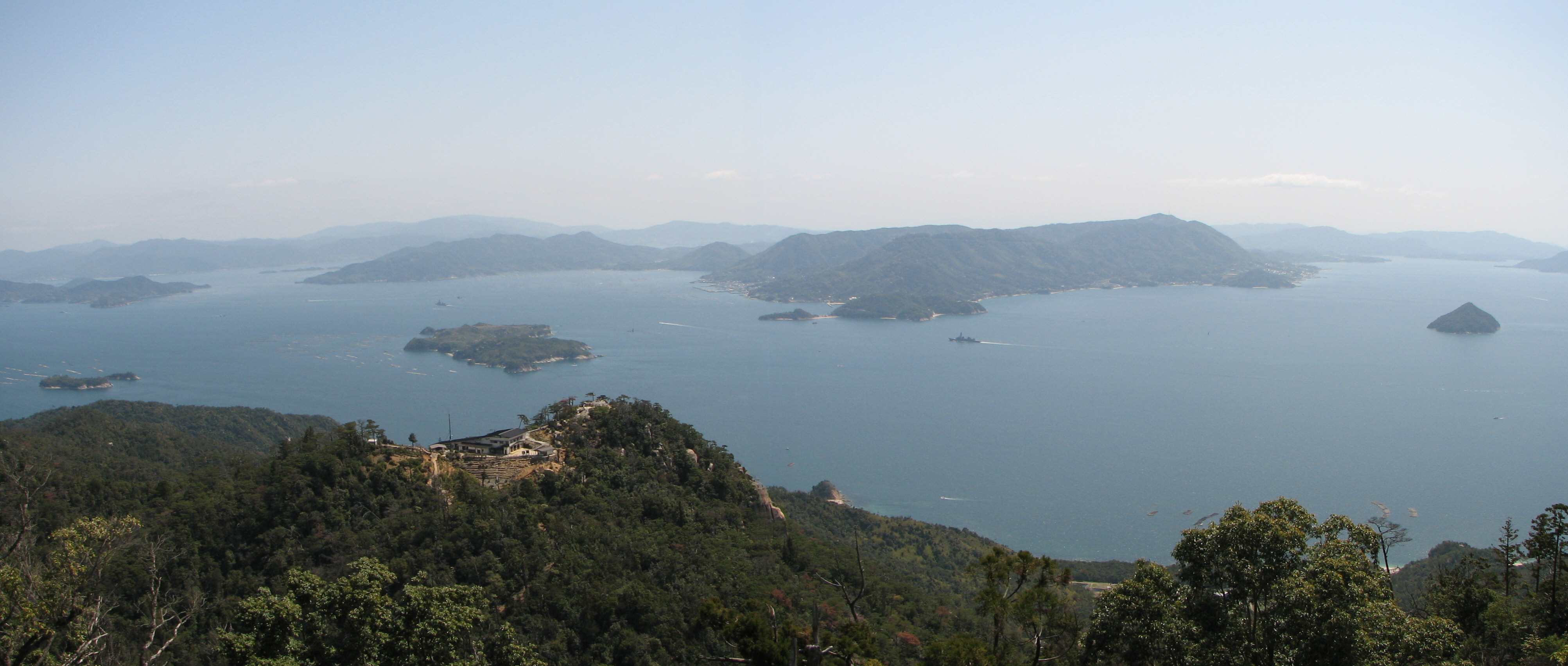
Mar Interior de Seto visto desde la isla de Itsukushima.

El mar interior esta a su vez subdividido en pequeños mares. De oeste a este, son los siguientes:
- Mar de Suo (Suo Nada);
- Mar de Iyo (Iyo Nada);
- Mar de Akai (Akai Nada);
- Mar de Bingo (Bingo Nada);
- Mar de Harima (Harima Nada);
- Bahía de Osaka (Ōsaka Wan), al este de la isla de Awaji.

## Delimitación de la IHO
La máxima autoridad internacional en materia de delimitación de mares, la Organización Hidrográfica Internacional («International Hydrographic Organization, IHO), considera el mar de Seto (Seto Naikal o mar Interior) como un mar. En su publicación de referencia mundial, «Limits of oceans and seas» (Límites de océanos y mares, 3ª edición de 1953), le asigna el número de identificación 53 y lo define de la forma siguiente:

En el oeste.
El límite sureste del mar de Japón (52).
En el este (Kii Sudó).
Una línea que va desde Takura Saki (34°16'N), en Honsyá, hasta Oishi Hana, en la isla de Awazi, a través de esta isla hasta Sio Saki (34°11'N) y hasta Oiso Saki, en Sikoku.
En el sur (Bongo Sudó).
Una línea que une Sada Misaki (33°20'N), en Sikoku, y Seki Saki, en Kyusyu.
.
Limits of oceans and seas, pág. 32.